# 광동고등학교
광동고등학교(光東高等學校)는 대한민국 경기도 남양주시 진접읍 장현리에 있는 사립 고등학교이다.

## 학교 연혁
- 1945년 9월 10일 : 학교설립을 위한 5개 사찰 (봉선사, 흥룡사, 현등사, 봉영사, 수국사) 승려대회 개최
- 1946년 4월 8일 : 광동초급중학교 개교(설립자 운허), 초대 교장 이운허 스님 취임
- 1952년 8월 28일 : 광동산림고등학교 개교, 초대 교장 정계열 선생 취임
- 1978년 11월 18일 : 교사신축 이전(부평리 산99 ->장현리 603-5)
- 1979년 3월 1일 : 학칙목적변경 광동실업고등학교 (임업과 3학급, 상업과 9학급)
- 1984년 3월 1일 : 학칙목적변경 광동종합고등학교 (보통과 6학급, 상업과 9학급)
- 1989년 3월 1일 : 중학교, 고등학교 교육행정 분리운영
- 1996년 6월 26일 : 5층 증축(8개 교실)
- 1999년 9월 1일 : 학생급식소 신축 개소
- 2001년 9월 1일 : 교명변경 및 학칙개정(광동종합고등학교->광동고등학교) (보통과 7학급, 정보처리과 3학급, 총 26학급)
- 2004년 10월 22일 : 다목적교실(운악관) 개관
- 2004년 12월 23일 : 도서실(경학원) 개원
- 2008년 12월 16일 : 「인생에 눈뜨는 책 읽기」경기도교육청 명품교육 인증
- 2009년 7월 10일 : 「사교육 없는 학교」선정
- 2009년 6월 9일 : 인조 잔디 운동장 개장
- 2009년 8월 11일 : 학과개편 승인(2010학년도 1학년 전체 인문계 10학급)
- 2012년 11월 21일 : 기숙사 준공
- 2013년 4월 11일 : 기숙사(불천학사) 개관식
- 2021년 9월 1일 : 제14대 김일동 교장 취임
- 2022년 1월 11일 : 제68회 졸업식 349명 졸업 (총 15,002명 졸업)
- 2022년 3월 1일 : 남양주 혁신교육지구 교육과정 특성화 학교 운영
- 2023년 3월 1일 : 고교학점제 준비학교
- 2024년 2월 19일 : 제13대 이사장 인묵 스님 취임

## 참고 자료
- 광동고등학교 - 한국교육학술정보원 학교알리미